# Drosera peltata
Drosera peltata is een overblijvende, vleesetende plant uit de zonnedauwfamilie (Droseraceae). Het is niet zeker of het om een enkele, zeer variabele soort gaat of een aggregaat van meerdere verwante soorten. De soortaanduiding peltata is Latijn voor 'peltaat' ('schildvormig'). In de plantkunde wordt hiermee bedoelt dat de bladsteel in het midden van het blad is gehecht.
De plant heeft een relatief groot verspreidingsgebied en komt voor in Australië, Nieuw-Zeeland, India en een groot deel van Zuidoost-Azië. De plant overleeft de droge periodes doordat een knol ondergronds overzomert.

## Beschrijving

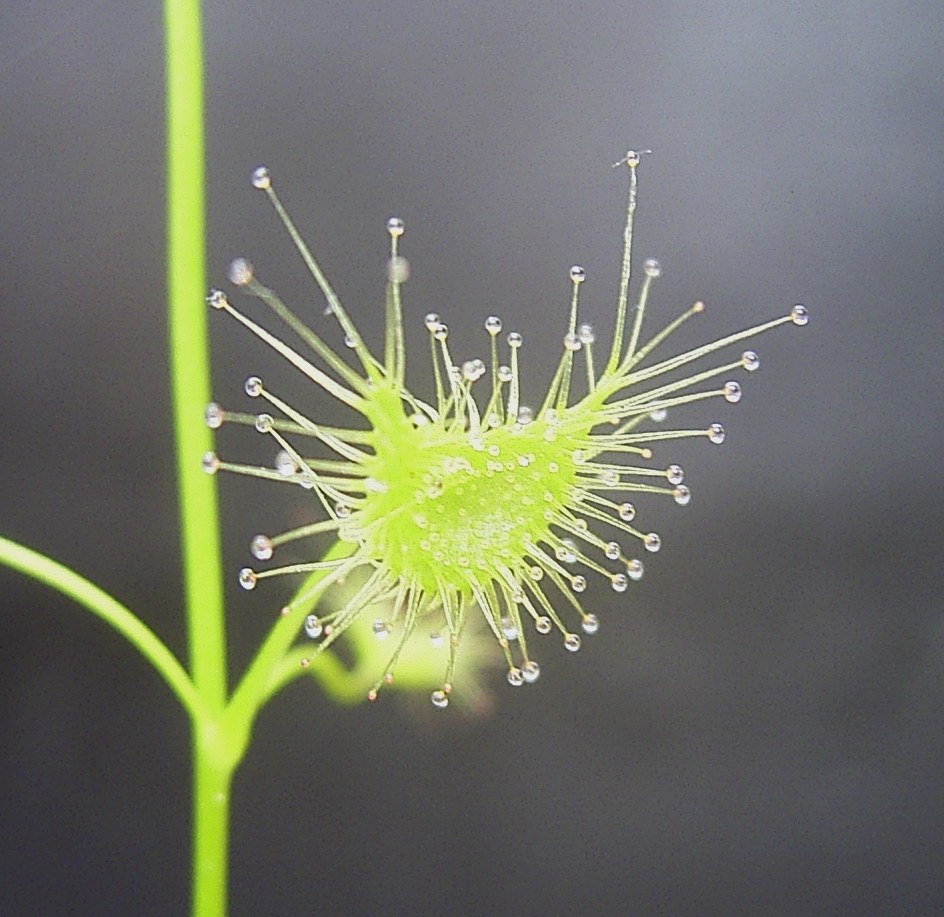
Blad

Drosera peltata is een kruidachtige vaste plant die ongewervelden dieren vangt met kleverige bladeren. Het kleefstof bevat ook verteringsenzymen, waaronder nepenthesine. Dit enzym is behalve in de bladeren van D. peltata alleen in de vloeistof van Nepenthes-vangbekers aangetroffen.
De knol bevindt zich meestal vier tot zes centimeter onder de grond. De meeste knolvormende zonnedauwsoorten groeien als lage bladrozetten, maar D. peltata groeit met een opgerichte stengel. De hoogte van de plant is deels afhankelijk van de ondersoort. D. p. auriculata kan een hoogte bereiken van 50 centimeter, terwijl andere vormen slechts 5 tot 10 centimeter worden.

## Verspreiding
Drosera peltata heeft het grootste verspreidingsgebied van alle bekende knolvormende zonnedauwsoorten. De plant komt voor in het zuiden, oosten en zuidwesten van Australië, Tasmanië, Nieuw-Zeeland, India en een groot deel van Zuidoost-Azië, inclusief de Filipijnen. De typische habitats zijn vorstvrije open vlaktes met licht kreupelhout, in zich herstellend bos en langs wegbermen.
... · 
D. anglica (lange zonnedauw) · 
D. capensis (Kaapse zonnedauw) · 
D. intermedia (kleine zonnedauw) · 
D. madagascariensis · D. peltata · 
D. rotundifolia (ronde zonnedauw) · 
....